# James B. Jordan
James Burrell Jordan (Athens, 31 dicembre 1949) è un pastore protestante e teologo statunitense.

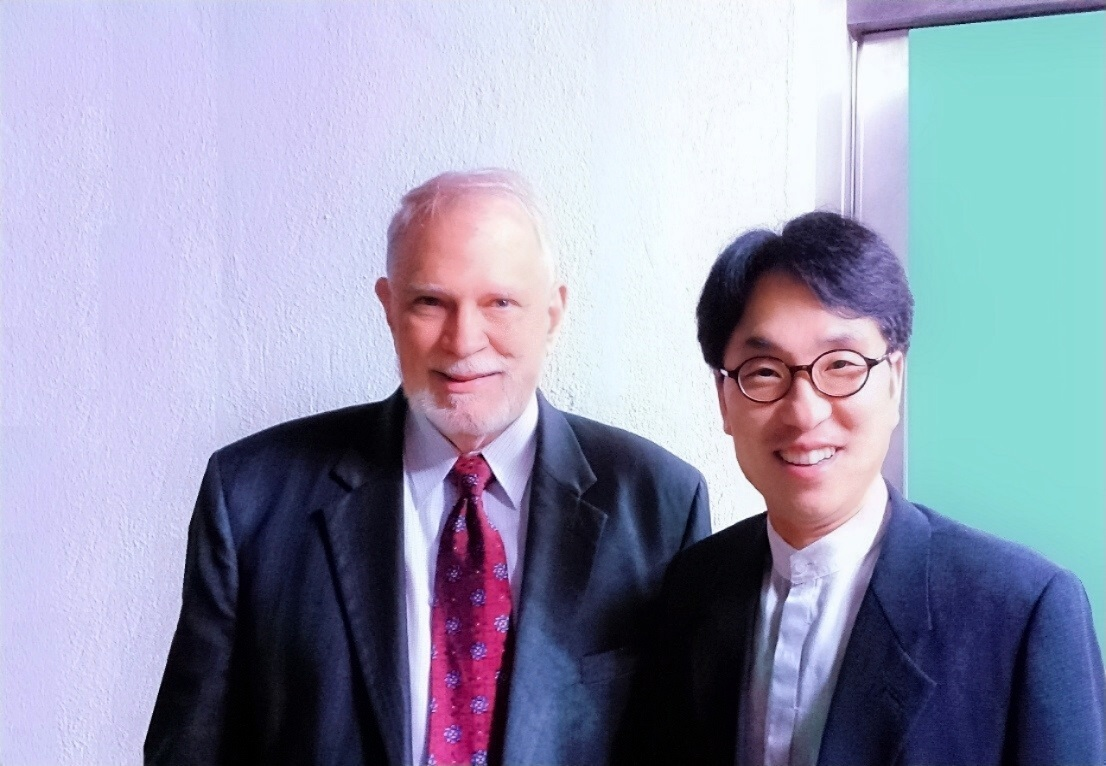
Dr. James B. Jordan (KOSEBI) invited lecture with Prof. Ha Seung-Moo (2013)

È il fondatore e direttore della Biblical Horizons, organizzazione cristiana con sede a Niceville (in Florida), che pubblica libri, saggi e contenuti multimediali inerenti all'esegesi, la teologia biblica e la liturgia ebraico-cristiana.

## Biografia
Dopo aver frequentato le scuole pubbliche, Jordan si iscrisse all'Università della Georgia, dove nel 1971 conseguì il Bachelor of Arts in letteratura comparata. 

Negli anni del college aderì alla Campus Crusade for Christ e all'organizzazione dei Giovani Americani per la Libertà.
Dopo aver svolto il servizio di leva in qualità di storico militare dell'Aviazione degli Stati Uniti, frequentò il Seminario Teologico Riformato di Jackson nel Mississippi. Conseguì il Master of Arts e il Master of Theology al Seminario Teologico "Westminster" di Filadelfia, con una dissertazione sul tema della schiavitù nella Bibbia. Nel 1989 furono pubblicati tredici suoi articoli sulle norme alimentari della legge mosaica.
Ordinato ministro nel 1982 dall'Associazione delle Chiese Riformate, fu per cinque anni assistente pastore a Tyler, nel Texas. 

Direttore dei Geneva Ministries e della Geneva Divinity School locale, nel 1987 Jordan fondò la Biblical Horizons, organizzazione cristiana che aderisce al movimento di pensiero noto come Creazionismo della Terra Giovane, a sua volta collegato alla nozione biblica di teocrazia.
Nel 2000, Jordan divenne direttore del Dipartimento di Studi Biblici del Seminario Teologico Biblico di San Pietroburgo, dove tenne la docenza di Vecchio Testamento ed Escatologia. Nel 2011 la casa editrice Wipf and Stock pubblicò un festschrift dal titolo Glory of Kings: A Festschrift in Honor of James B. Jordan, scritto da Peter Leithart, con i contributi di Rich Lusk, Douglas Wilson e John Frame.
Nel 2012, Jordan fondò con Peter Leithart l'istituto Theopolis di Birmingham, in Alabama,

## Pensiero
La maggior parte delle pubblicazioni di Jordan sono edite dalla Biblical Horizons, da lui fondata. 

Jordan ha enfatizzato nei suoi scritti l'importanza fondante del mistero trinitario e dell'cristologico di Cristo, gli aspetti del culto divino e dell'escatologia cristiana,  delle nozioni di teocrazia e della natura sacramentale della Chiesa, Jordan ha sottolineato nei suoi scritti la concretezza dei culti ebraici dell'Antico Testamento (Tempio, Tabernacolo, sacrificio) e la loro continuità con il Nuovo Testamento e la missione salvifica del Messia. Inoltre, ha presentato l'Apocalisse di Giovanni come un libro di preghiera, oltreché come testo profetico
Bill DeJong ha definito l'ermeneutica biblica di Jordan come "tipologia pastorale", intesa come la dottrina tipologica della teologia, maggiormente focalizzata sull'adorazione di Gesù Cristo che sulla mera fede nella Cristologia.